# کونگاکباش
کونگاکباش (به لاتین: Kungakbash) یک منطقهٔ مسکونی در روسیه است که در باشقیرستان واقع شده‌است.